# ترخس قمي
ترخس قمي (الاسم العلمي: Trechus apicalis) هو نوع من الحشرات يتبع جنس الترخس من فصيلة الخنافس الأرضية.